# Christophe Piochon
Christophe Piochon (né le 8 juillet 1976) est un chef d’entreprise du secteur automobile. Il est président de Bugatti Automobiles S.A.S. depuis le 2 novembre 2021.

## Biographie

### Enfance, formation et début
Natif de Basse-Normandie, Christophe Piochon, fils de pêcheur et petit-fils de carrossier, a grandi en Normandie,,,, où il débute sa formation technique en intégrant le Département Mesures Physiques de l'Institut Universitaire de Technologie de Caen. Il poursuit ensuite sa formation à l'Institut des Sciences et Techniques de l’Ingénieur d’Angers. En 1998, il commence sa carrière au sein du siège du groupe Volkswagen à Wolfsburg par un stage estudiantin.

## Carrière
En 2003, il intègre en qualité de directeur qualité le site historique de l'usine Bugatti à Molsheim en Alsace et en prend la direction générale en 2013 ,,,. Le 2 novembre 2021, Christophe Piochon prend la présidence de Bugatti. Il dirige aussi, depuis l'Alsace, l'usine croate du groupe où sont produites en très petites séries des "hypercars" électriques sous la marque Rimac.